# Peter Hudnut
Peter Hudnut (Washington, D.C., 16 de fevereiro de 1980) é um jogador de polo aquático estadunidense, medalhista olímpico.

## Carreira
Peter Hudnut fez parte do elenco medalha de prata de Pequim 2008.